# ニコライ・ニコラエビッチ・ブッフホルツ
ニコライ・ニコラエビッチ・ブッフホルツ（ロシア語: Николай Николаевич Бухгольц,1881年7月22日 - 1943年12月14日）はロシアの科学者であり、分析力学の専門家。 物理工学博士教授、航空宇宙工学専攻。 スターリン賞の受賞者。

## 経歴
1914年、モスクワ大学の物理数理学部を卒業しました。
1930-1933年にモスクワ電力工学研究所の理論力学部長。 教授（1931） 1933-1938年 - モスクワ州立大学の弾力理論学科長。
1938-1943年には、モスクワ州立大学の理論力学部の責任者を務めました（この部門の元首、アレクサンドル・ネクラソフ教授はAndrei Tupolevと共に投獄されました）。 彼はまた、Zhukovsky空軍工学アカデミーで働いた。
1932年に最初に出版された理論的力学の基本的な教科書の著者として、そしてソ連の学生のための理論力学の話題に関する長年の本として著者として覚えています。
彼はレニンの勲章（26.05.1936）、労働の赤い旗（1940）、名誉バッジの勲章（1940）、第二学位のスターリン賞（1943）を受賞しました。